# Codice della neve sul territorio italiano
Il codice della neve sul territorio italiano è un codice che raccoglie le leggi italiane in materia di comportamento sulle piste da scii. 

## Descrizione
Secondo il Codice della neve sul territorio italiano, in ogni situazione lo sciatore a monte, deve mantenere la traiettoria adeguata per non creare pericolo per gli sciatori a valle. Agli incroci bisogna dare tassativamente la precedenza a chi proviene da destra, salvo nei casi in cui la segnaletica suggerisca un comportamento alternativo. La velocità deve essere limitata quando non c'è buona visibilità, negli incroci, nelle biforcazioni, in caso di nebbia o foschia. Nelle aree con più di 20 piste e 10 impianti di risalita, i comuni devono predisporre uno snowpark separato dalle altre piste. Chi utilizza le strutture di uno snowpark deve indossare il casco. È vietato percorrere le piste da sci a piedi, salvo i casi di comprovata urgenza e necessità. Chi scende a piedi ha l'obbligo di camminare ai bordi della pista e di tenere comunque la destra. Il sorpasso è consentito sia a destra che a sinistra compatibilmente con lo spazio disponibile. Il fine è quello di non mettere in difficoltà gli altri. È obbligatorio l'uso del casco per i minori di 14 anni, sia che pratichino lo sci che lo snowboard. I gestori non sono responsabili per gli incidenti fuori pista. Chi pratica però lo scialpinismo ha l'obbligo di portare con sé un apparecchio elettronico il cui compito è quello di facilitare l'intervento dei soccorritori in caso di necessità. I gestori degli impianti di risalita e delle aree sciabili sono tenuti ad accendere un'assicurazione a tutela degli sciatori. I gestori degli impianti devono provvedere alla manutenzione della segnaletica sulle piste e chiudere le piste in caso di pericolo o non agibilità.
Un grande passo avanti è stato fatto nel 2005 con l'introduzione del decreto ministeriale del Ministero delle Infrastrutture e dei Trasporti del 20 dicembre 2005 che obbliga tutti i minori di 14 anni all'utilizzo del casco.